# Cilevirus leprosis
Virus C de la lèpre des agrumes
Espèce
Synonymes
- Citrus leprosis virus C (ICTV, 2009)

Cilevirus leprosis (CiLV-C, virus C de la lèpre des agrumes) est l'une des deux espèces de virus du genre Cilevirus. Ce sont des virus à ARN linéaire à simple brin à polarité positive, rattachés au  groupe IV de la classification Baltimore. Les hôtes sont principalement des plantes du genre Citrus (agrumes), notamment l'oranger (Citrus sinensis). La transmission de ce virus est assurée par des acariens du genre Brevipalpus.
Ce virus est l'un des agents de la léprose des agrumes, signalée seulement en Amérique du Sud et en Amérique centrale.
L'ensemble du génome du CiLV-C a été séquencé en 2006. Ce génome étant  distinct de celui des autres virus connus, le CILV-C a été classé dans un nouveau genre, Cilevirus, créé à cet effet.

## Description
La particule virale (ou virion) du CiLV-C est de type bacilliforme, non enveloppée, d'environ 150 nm de longueur et 50 nm de largeur, ressemblant à celles du genre voisin des Higrevirus.

### Génome
Le génome  est bipartite et composé de deux molécules d'ARN à simple brin de sens positif, ARN1 et ARN2, longues respectivement de 8745 et 4986 nucléotides, qui comptent six cadres de lecture ouverts (ORF). 
L'ARN1 héberge deux ORF codant l'ARN polymérase ARN-dépendante (RdRp) et la protéine de capside putative (P29). L'ARN1 pilote la transcription d'un ARN sous-génomique (ARNsg) de 0,7 kb pour l'expression du gène P29.
L'ARN2  présente quatre ORF codant la protéine de mouvement putative (MP) et les protéines P15, P61 et P24 dont les fonctions sont inconnues. Alors que l'ORF P15 est considéré comme un gène orphelin, sans homologue dans aucune autre espèce virale, les ORF P61 et P24 sont également présents dans les virus du type Negevirus infectant les insectes. L'ARN2 génère trois ARNsg coterminaux de 3, 1,5 et 0,6 kb à partir desquels est réalisée la transcription des gènes P61, MP et P24 respectivement.

## Biologie
Le virus C de la léprose des agrumes est transmis uniquement par des acariens du genre Brevipalpus, notamment Brevipalpus phoenicis.
C'est un virus atypique car, contrairement à la plupart des virus infectant les végétaux, il ne se propage pas de façon systémique chez ses hôtes. Lors de son inoculation par les acariens vecteurs, il provoque des lésions locales et l'infection reste limitée aux cellules voisines des points de piqûre d'alimentation des acariens. L'absence d'infection systémique est cependant fréquente chez les virus de la famille des Kitaviridae.
L’incapacité du CiLV-C à provoquer une infection virale systémique chez les plantes reste inexpliquée. Elle pourrait être due à des facteurs de mouvement viraux défectueux, à un système immunitaire végétal efficace que le CiLV-C est incapable de contourner, ou à une combinaison de ces facteurs et d'autres facteurs inconnus.

## Hôtes
Les orangers (Citrus sinensis) sont la principale espèce de plantes-hôtes du CiLV-C dans les conditions naturelles. D'autres espèces d'agrumes (Citrus sp.) peuvent être infectées mais sont beaucoup moins sensibles en particulier les citronniers (Citrus limon), les mandariniers (Citrus reticulata, Citrus ×reshni, Citrus deliciosa), les pamplemoussiers (Citrus ×paradisi) et les hybrides. Aucune autre espèce végétale n'était connue pour servir d'hôte naturel à ce virus, avant qu'on ne découvre que des adventives présentes dans les orangeraies pouvaient jouer ce rôle, comme Commelina benghalensis au Brésil (2012) et Swinglea glutinosa en Colombie (2008). 
Des infections expérimentales ont cependant été réalisées par inoculation mécanique chez diverses espèces de plantes, provoquant des lésions locales, mais les tentatives de transmission du virus aux agrumes à partir de ces plantes ont échoué.

## Liste des non-classés
Selon NCBI (28 décembre 2020) :
- Citrus leprosis virus C BRA/Cordeiropolis